# Musnok
Musnok fou un grup de hardcore mallorquí que existí des del 2003 fins al 2009. Es consolidaren com un dels pioners de la música combativa en català a Mallorca. En els darrers anys, simpatitzaren amb moviments socials com l'Esquerra Independentista. A partir del 2006 i fins a la seva dissolució, el grup realitza concerts per tota l'illa, al Principat de Catalunya i un al Correllengua de Menorca. El 2007 guanyen el cinquè Concurs de Música Jove, fet que els duu a tocar a l'Acampallengua 2008. Han compartit escenari amb Obrint Pas, La Gossa Sorda, Voltor, Gatillazo i Els Pets, entre d'altres. A finals del 2008 publiquen el seu primer disc de llarga durada titulat Autoconsumible al qual hi col·labora Francesc Ribera Titot i Grollers de sa Factoria. El vicepresident de l'Obra Cultural Balear, Tomeu Martí, els dedicà la contraportada del Diari de Balears el març del 2009.

## Membres[5]
- Enric Hernaiz: Baix.
- Lluís Cabot: Guitarra.
- Marcel Pich: Guitarra, Veu.
- Miquel Marquet: Bateria.

## Discografia
Totes les seves cançons es van publicar sota llicència Creative Commons.
- Musnok (maqueta 2006)
- Pangea (maqueta 2007)
- Autoconsumible (disc 2008)[7][8][9][10]